# Kloster Krupa

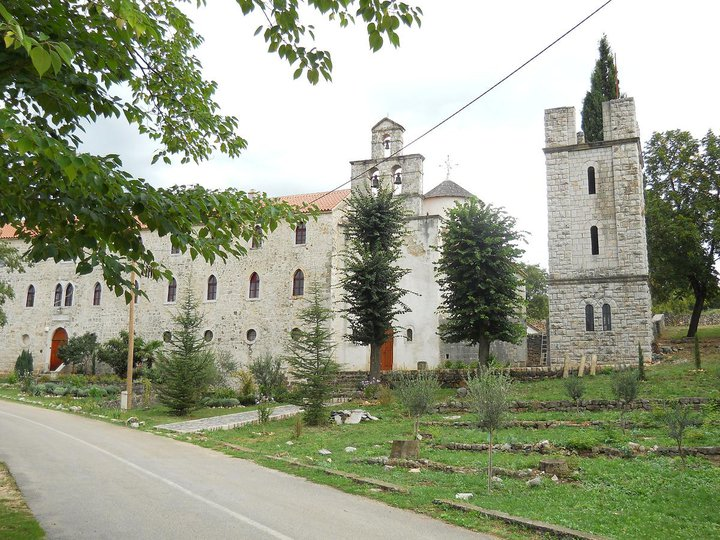
Kloster Krupa

Das Kloster Krupa (kroatisch Manastir Krupa, serbisch kyrillisch: Манастир Крупа) ist ein serbisch-orthodoxes Kloster, das dem Fest Mariä Entschlafung gewidmet ist. Es ist das Zentrum der Orthodoxie in Dalmatien. Es befindet sich in der Nähe des Flusses Krupa am Südhang des Velebit-Gebirges, auf halbem Weg zwischen den Städten Obrovac und Knin, in Mitteldalmatien, Kroatien. Es ist das älteste orthodoxe Kloster in Kroatien. Das Kloster wurde im Jahre 1317 von Mönchen aus Bosnien mit finanzieller Unterstützung des serbischen Königs Milutin gebaut.

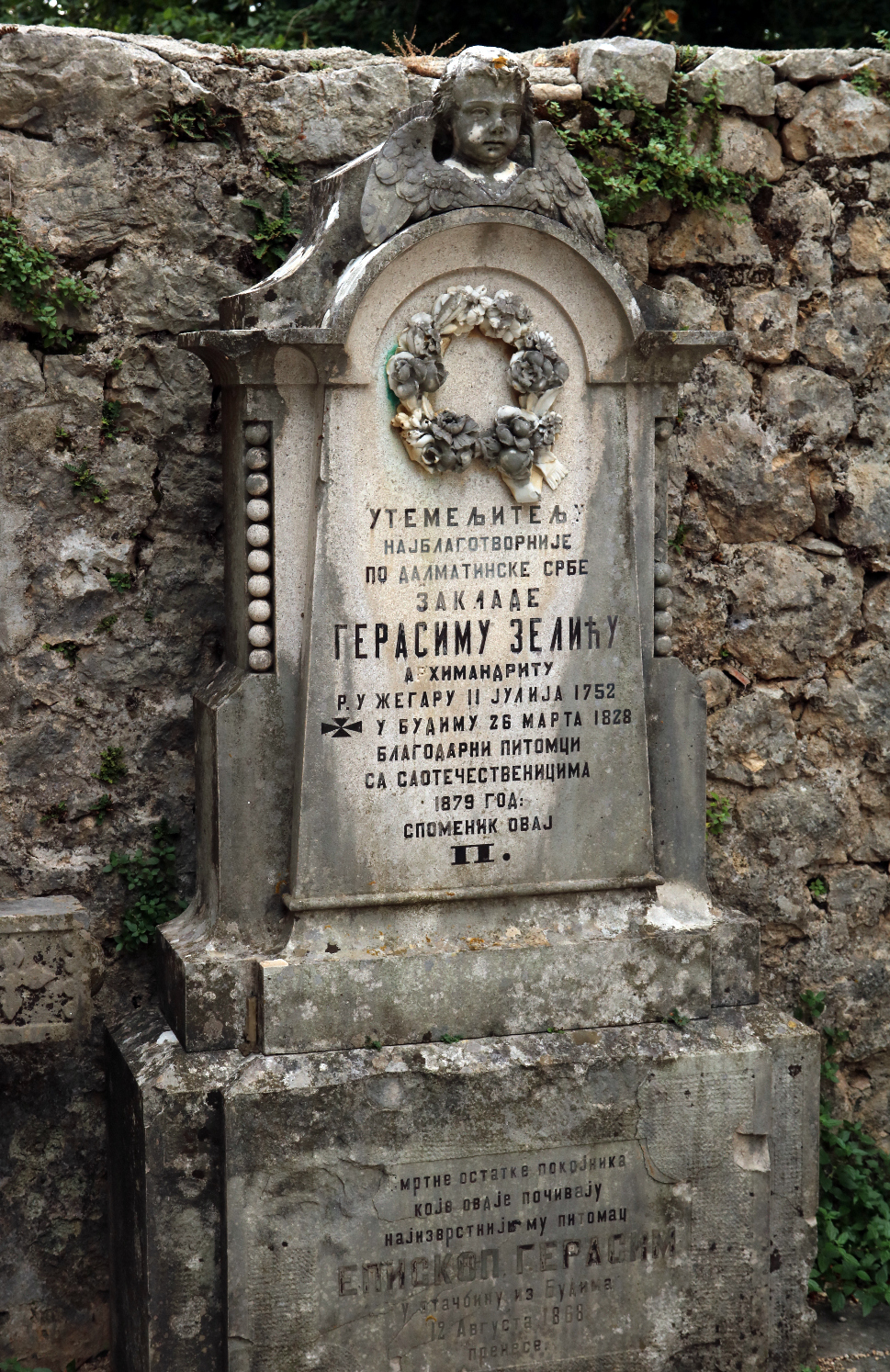
Grab des Archimandriten Gerasim Zelić (1752–1828) (1879 errichtetes Denkmal)

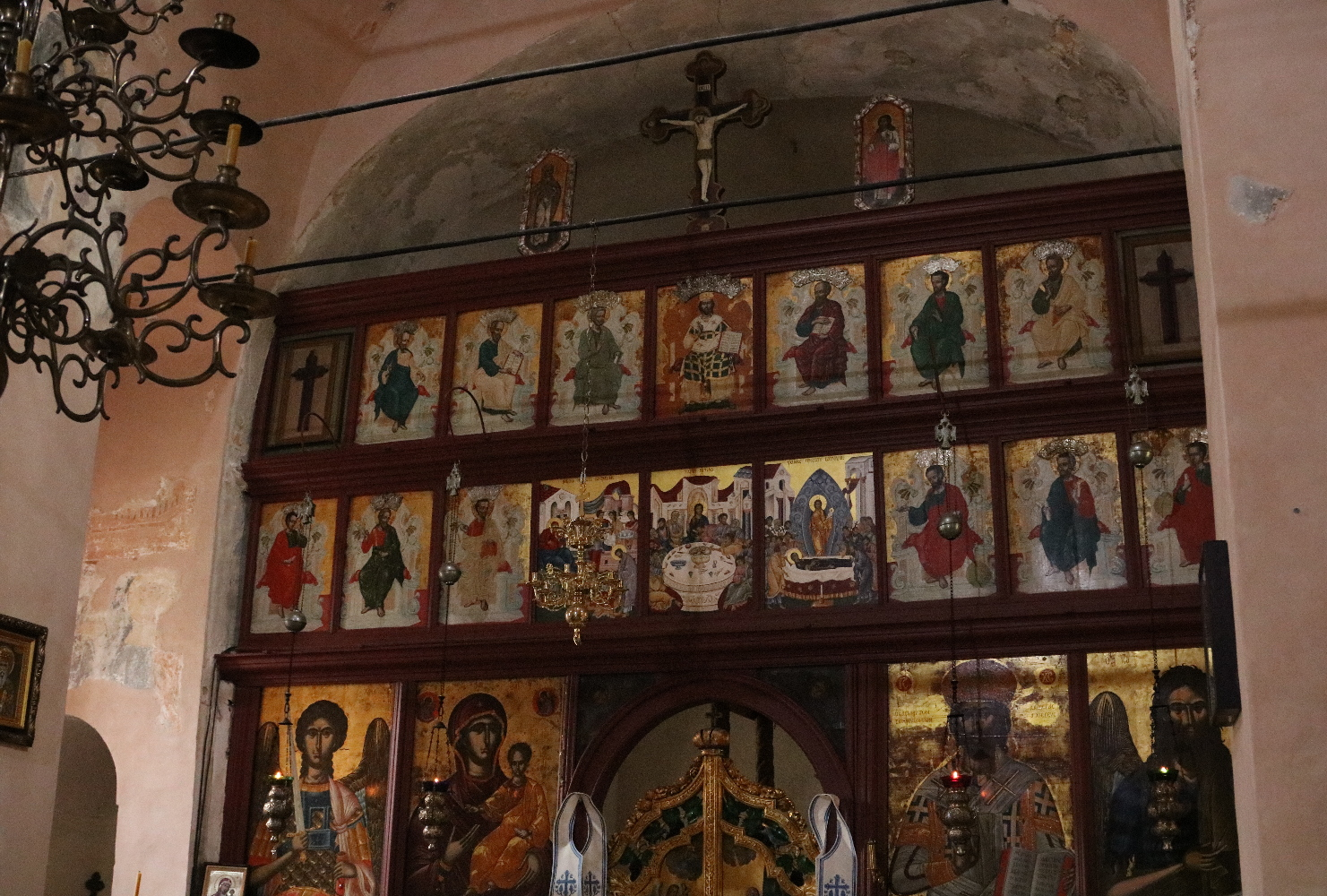
Ikonostase des Klosters

Im Kloster gibt es schöne Fresken, eine wertvolle Sammlung von Ikonen und Stücke der Ikonostase und eine Sammlung alter Bücher.